# 鈴木美紗
鈴木 美紗（すずき みさ、12月11日 - ）は、日本の声優、女優、演技講師、朗読家である。無所属。東京都出身。

## 芸能経歴
- Disneyアニメ「 リセス ～ぼくらの休み時間～ 」グレッチェン・ブルーネラ・グランドラー役（声優）
- 「おとうさん[1]」キャピ役（主演）／劇団未踏[2]主宰。
- 「奇跡の人」ビアトリス役／演出・鈴木裕美 Bunkamuraシアターコクーン、大阪近鉄劇場にて公演
- 「 ロミオとジュリエット」ジュリエット役／演出・樋口昌弘 三百人劇場にて公演
- 「鶯姫」鶯姫・壬生野春子役（主演）／昴演劇学校[3]公演 演出・三輪えり花[4] 三百人劇場にて公演
- 「時の物置」新庄日美役／昴演劇学校公演 演出・松本永実子  三百人劇場にて公演
- 「奇跡の人」ジェーン役・黒人召使い役／演出・鈴木裕美 青山劇場他全国５都市にて公演
- 「ラフカット 2007[5] 」涼風りりあ役／演出・堤泰之[6] 全労済ホール、スペース・ゼロにて公演
- 「ハレルヤ！」／演出・鈴木裕美 銀河劇場にて公演
- 「ぞめきの消えた夏[7]」佐久間純子役／演出・大杉良[8] ザムザ阿佐ヶ谷にて公演
- 「飛行機雲 2008[9]」白橋弓役／演出・伊勢直弘 東京芸術劇場にて公演
- 「おたまじゃくしに魅せられて・・・」真島美保役／演出・伊沢弘 シアターχにて公演
- オペラ「コジ・ファン・トゥッテ」／演出・三輪えり花 Ryojin主催 鶴見区民センター、台東区生涯学習センターにて公演
- 三輪えり花のお送りするシェイクスピア遊び語り第11弾「お気に召すまま」シーリア・フィービー役／演出・三輪えり花 絵本塾ホールにて公演
- 三輪えり花のお送りするシェイクスピア遊び語りmini「ウィンザーの陽気な女房たち」クイックリー夫人役／演出・三輪えり花 ルーテル市ヶ谷ホールにて公演
- 三輪えり花のお送りするシェイクスピア遊び語り第12弾「ハムレット」ガートルード・オフィーリア役／演出・三輪えり花 絵本塾ホールにて公演
- 「RPG」あわれ役／演出・緑川雄志　築地ブディストホールにて公演
- 「天才バカボンのパパなのだ」バカボンのママ役／演出・磯貝誠 西池袋・スタジオPにて公演
- 朗読「眠れる森の美女」、「青春の橋」、「ハーツフィールド・アトランタ空港」（以上『恋愛会話』より）、「星の王子さま」　二子玉川KIWAにて公演
- 三輪えり花のお送りするシェイクスピア遊び語り第13弾「空騒ぎ」ヒーロー役、警吏役／演出・三輪えり花 絵本塾ホールにて公演

## 講師経歴

### 劇団日本児童
- 演技講師として授業を担当

### 日本芸術高等学園
- 演技講師として授業を担当
  - 演技基礎・応用、シアターゲーム、実践実技などの授業を行っている。
  - サマーセミナーや学校体験授業などの特別授業も担当。
  - 毎年３月に行われる卒業公演では2011年より演出を担当している。
  - 2011年10月全国高等学校演劇大会関東大会に学校代表として「ゴジラ」で出場。作品の演技指導を行い、優秀賞を受賞。
  - 2012年８月チャリティー公演「千の風になって 2012」（ダンスミュージカル／六行会ホールにて公演）の演技指導を担当。

## その他
- 2009年11月、2011年11月大田区立矢口小学校で行われた「劇作りプロジェクト」にゲストティーチャーとして参加。
- 平野朝久著『属はじめに子どもありき』（学芸図書）にも取り上げられる。